# جون ريان (لاعب كرة قدم أيرلندي)
جون ريان (بالإنجليزية: John Ryan)‏ (27 فبراير 1968 في جمهورية أيرلندا - ) هو لاعب كرة قدم أيرلندي في مركز الهجوم. لعب مع باتريك أتلتيك ودرودا يونايتد ونادي بوهيميان ونادي دوندالك وKildare County F.C. ‏ وBray Wanderers F.C. ‏.

## وصلات خارجية
- جون ريان على موقع قاعدة بيانات كرة القدم.إي يو (الإنجليزية)